# A Noiva Cadáver
A Noiva Cadáver (Corpse Bride) é um filme de animação em stop motion de 2005, produzido por Tim Burton e dirigido pelo mesmo em companhia de Mike Johnson.
A história é baseada num conto russo-judaico do século XIX e é ambientada numa fictícia Inglaterra da era vitoriana. Filmado em Londres, possui as vozes de Johnny Depp como Victor Van Dort e de Helena Bonham Carter como a Noiva Cadáver.

## Prêmios e indicações
O filme foi indicado na categoria de Melhor Animação na 78ª Cerimônia do Oscar, mas acabou perdendo para outra animação em stop motion, Wallace & Gromit: The Curse of the Were-Rabbit.

## Influências
O filme possui uma semelhança com The Nightmare Before Christmas, outra produção em stop motion, dirigida por Henry Selick e baseada num poema de Tim Burton, no qual o diretor de Corpse Bride, Mike Johnson, trabalhou como animador. Também apresenta traços de outro filme de Burton, Beetlejuice, em especial nas cenas que mostram o mundo dos mortos e seus habitantes falecidos. Alguns comerciais de Corpse Bride foram até mesmo acompanhados de canções de The Nightmare Before Christmas ("What's This", especificamente)

## Sinopse
Victor Van Dort é um jovem, filho de novos-ricos comerciantes de peixe, destinado a casar-se com Victoria Everglot, filha de aristocratas falidos, numa pequena aldeia europeia. Este casamento é desejado pelos pais de ambos pois fará com que os pais de Victor subam na sociedade, e os de Victoria não percam o que lhes resta, pois como estão pobres, poderão restituir a glória da família com o dote do casamento.
Com o nervosismo, Victor acaba por arruinar o ensaio de casamento, o que o leva a ir tentar repetir os votos, sozinho, na floresta. Sem sucesso, ele repete uma última vez os votos, que saem na perfeição. Acabando de os repetir coloca a aliança no que parece ser um velho galho em forma de mão, que na verdade é o braço esquelético de Emily, uma noiva que foi assassinada quando esta tentou fugir com seu grande amor. Esta, convencida que Victor acabara de lhe pedir a mão em casamento, leva-o para o mundo dos mortos, onde este lhe tenta escapar, sem sucesso. Entretanto, na terra dos vivos, acreditando que Victor tenha fugido da cidade com intenção de não se casar, os pais de Victoria obrigam a jovem a se casar com Lorde Barkis , um estranho enriquecido por ter matado Emily, a noiva cadáver quando viva, ficando então com o seu dinheiro.
Ao saber disso, Victor acaba aceitando casar com Emily, tendo que repetir os votos no mundo dos vivos, e em seguida morrer bebendo veneno. Durante a cerimônia, Victor encontra-se de novo com Victoria, acabando por ficar com esta. Lorde Barkis, quando desmascarado, morre bebendo o veneno destinado a Victor, confundindo-o com vinho. Emily aceita que Victor fique com Victoria e esta encontra a luz, após terem descoberto quem era o seu assassino e finalmente ter encontrado paz, livre de sua obsessão de casar.

## Dublagem
| Personagem                 | Voz Original         | Dublagem                                         |
| -------------------------- | -------------------- | ------------------------------------------------ |
| Victor Van Dort            | Johnny Depp          | Marco Antônio Costa                              |
| Emily (Noiva Cadáver)      | Helena Bonham Carter | Andrea Murucci (diálagos) Marya Bravo (canções)  |
| Victoria Everglot          | Emily Watson         | Miriam Ficher                                    |
| William Van Dort           | Paul Whitehouse      | Márcio Simões                                    |
| Nell Van Dort              | Tracey Ullman        | Geisa Vidal                                      |
| Maudeline Everglot         | Joanna Lumley        | Nádia Carvalho (diálogos) Kika Tristão (canções) |
| Finis Everglot             | Albert Finney        | Mauro Ramos                                      |
| Lord Barkis Bittern        | Richard E. Grant     | Júlio Chaves                                     |
| Pastor Galswells           | Christopher Lee      | Jomeri Pozzoli                                   |
| Espalha-notícias da cidade | Enn Reitel           | José Santa Cruz                                  |
| Velho Gutknecht            | Michael Gough        | Hamilton Ricardo                                 |
| Larva                      | Enn Reitel           | Telmo Perle Münch                                |
| Viúva Negra                | Jane Horrocks        | Carla Pompílio (diálogos) Ester Elias (canções)  |
| Mayhew                     | Paul Whitehouse      | Pietro Mário                                     |
| Paul Cabeça dos Garçons    | Paul Whitehouse      | Alexandre Moreno                                 |
| Sra. Plumm                 | Jane Horrocks        | Jane Kelly                                       |
| General Bonesapart         | Deep Roy             | Isaac Schneider                                  |
| Bonejangles                | Danny Elfman         | Cláudio Galvan                                   |
| Hildegard                  | Tracey Ullman        | Miriam Tereza                                    |
| Emil                       | Stephen Ballantyne   | Jorge Vasconcelos                                |